# Franco Andolfo

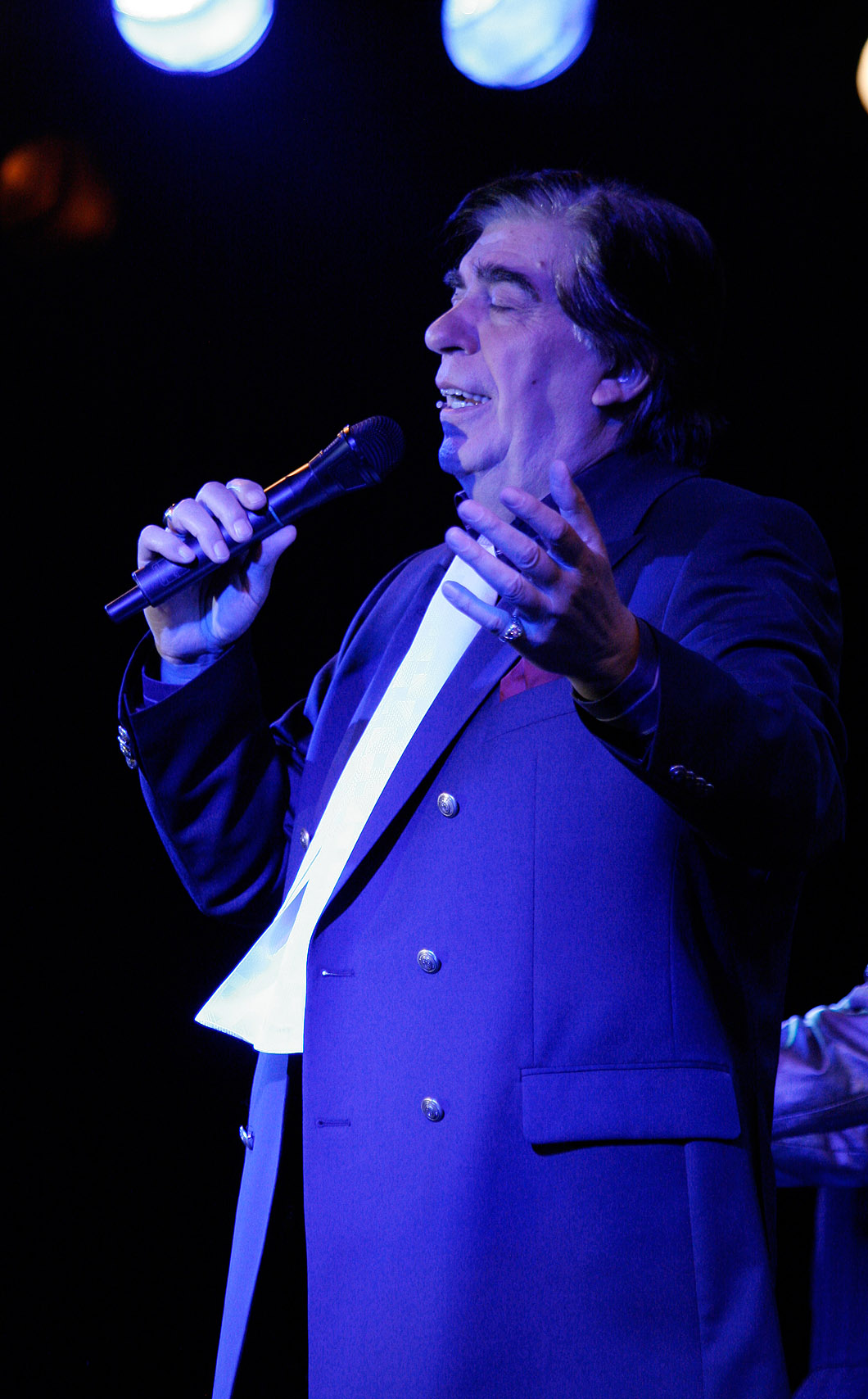
Franco Andolfo während der Premiere der zweiten Saison des Musicals Ti Amo im Wiener Metropol (2009).

Franco Andolfo (* 7. Juli 1938 in Este, Provinz Padua; † 23. Juli 2012 in Wien) war ein italienisch-österreichischer Entertainer, Schlagersänger und Komponist.

## Leben
Andolfo spielte ab dem sechsten Lebensjahr Akkordeon. Nach neun Jahren Schulausbildung begann er eine Profimusikerkarriere in Abano Terme. Ab seinem 17. Lebensjahr hatte er Auslandsauftritte. Dabei trat er 1955 in Graz auf, von 1956 bis 1959 in Deutschland, Holland sowie der Schweiz und anschließend mehrere Jahre in Beirut. 1966 hatte er sein erstes Engagement in der Eden Bar in Wien und ab 1967 trat er 21 Saisonen in der Schlossbar in Velden am Wörthersee auf. Weitere Auftritte folgten unter anderem in Las Vegas (1991) und New York (1993). 15 Mal gastierte er am Wiener Opernball. Bis er 2001 aus gesundheitlichen Gründen kürzertreten musste, war er selber Gastgeber in Francos Club im Casino Velden.
Seine erste Single mit dem Titel Bimba-Bimba wurde in München aufgenommen. 1972 erschien seine erste LP mit dem Titel Una festa musicale, 1976 folgten die LPs Olympiade und Ciao amici ciao. Weitere LPs waren Amore scusami und Pescatore di messina. 2002 veröffentlichte er seine erste CD für die Benefizaktion Licht ins Dunkel des ORF mit dem Titel La mia Ferrari.
1990 schrieb Andolfo die Musik zu den Filmen Ein Schloß am Wörthersee und Lex Minister. Außerdem komponierte er 1995 die Musik zum Film Ein Richter zum Küssen. Andolfo komponierte auch zahlreiche Wienerlieder wie beispielsweise A Wiener Bua und Wean is mei Wöd.
1966 heiratete er die Berlinerin Marianne, mit der er zwei Söhne hat. Im Jahre 1982 erhielt er die österreichische Staatsbürgerschaft. Im Dezember 2010 erlitt Andolfo einen Schlaganfall. Ein knappes Jahr später heiratete er seine Partnerin Claudia, eine Volksschullehrerin.
Andolfo wurde unter anderen mit dem Ehrenring der Gemeinde Velden, dem Großen Goldenen Ehrenzeichen des Landes Kärnten, dem Goldenen Rathausmann von Wien (1994), dem Cavaliere Ordine al Merito della Repubblica Italiana (1995) und dem Kärntner Landesorden in Silber (2002) ausgezeichnet.